# Atratothemis
Genre
Atratothemis est un genre d'insectes de la famille des Libellulidae appartenant au sous-ordre des anisoptères dans l'ordre des odonates. Il ne comprend qu'une seule espèce, Atratothemis reelsi, qui a été découverte en 2005 dans la région autonome chinoise du Guangxi.

## Espèce du genreAtratothemis
- Atratothemis reelsi Wilson, 2005[2]